# Межеумне
Межеу́мне (рос. Межеумное) — присілок у складі Мокроусовського округу Курганської області, Росія.
Населення — 96 осіб (2010, 111 у 2002).
Національний склад станом на 2002 рік:
- росіяни — 94 %